# Corriol carablanc
El corriol carablanc (Anarhynchus dealbatus) és una espècie d'ocell de la família dels caràdrids (Charadriidae) que habita aiguamolls i platges des de Hainan i sud-est de la Xina, cap al sud fins a la Península Malaia i nord-est de Sumatra. Va haver dubtes de si era una subespècie del corriol camanegre però anàlisi filogenètiques (dos Remedios et al. 2015 Eaton et al. 2021) revelen que forma un clade del gènere Anarhynchus junt amb 23 espècies més.